# N893 (België)
De N893 is een gewestweg in de Belgische provincie Luxemburg. Deze weg vormt de verbinding tussen Corbion en Rochehaut.
De totale lengte van de N893 bedraagt ongeveer 10 kilometer.

## Plaatsen langs de N893
- Corbion
- Poupehan
- Rochehaut